# Время на Тайване
Национальное стандартное время — официальный часовой пояс Тайваня, определяемый смещением UTC +08:00. Этот стандарт также известен как тайбэйское время (臺北時間), тайваньское время (臺灣時間) или тайваньское стандартное время (TST).

## История
| Смещение по времени | Имя                            | Характер     | Романизация                | Дата начала | Дата окончания |
| ------------------- | ------------------------------ | ------------ | -------------------------- | ----------- | -------------- |
| UTC+08:00           | Западное стандартное время     | 西部標準時   | Seibu Hyōjunji             | 1896-01-01  | 1937-09-30     |
| UTC+09:00           | Центральное стандартное время  | 中央標準時   | Chūō Hyōjunji              | 1937-10-01  | 1945-09-20     |
| UTC+08:00           | Западное стандартное время     | 西部標準時   | Seibu Hyōjunji             | 1945-09-21  | 1945-10-25     |
| UTC+08:00           | Стандартное время Чунъюань     | 中原標準時間 | Zhōngyuán Biāozhǔn Shíjiān | 1945-10-25  | Начало 2000-х  |
| UTC+08:00           | Национальное стандартное время | 國家標準時間 | Guójiā Biāozhǔn Shíjiān    | 2000-е годы |                |

Первый стандарт часового пояса на Тайване был введен 1 января 1896  второй год существования Тайваня под японским правлением. Стандарт назывался Западное стандартное время (西部標準時) со смещением времени UTC+08:00, основанным на долготе 120° в. д. 1 октября 1937 года Западный стандартный часовой пояс был упразднён, и Центральное стандартное время (中央標準時) со смещением времени UTC+09:00 было введено на всей территории Японии, включая Тайвань. Это время использовалось до конца Второй мировой войны. 21 сентября 1945 года генерал-губернатор Тайваня объявил, что приказ, изданный в 1937 году, отменён  Время День памяти отмечался ежегодно 10 июня с 1921 по 1941 год, что привело к увеличению соблюдения официального времени.
После окончания войны Тайвань был присоединен к системе пяти часовых поясов Китайской Республики. Оно было классифицировано по «Чунъюаньскому стандартному времени» со смещением UTC+08:00. После гражданской войны в Китае в 1949 году правительство Китайской Республики отступило на Тайвань и потеряло почти всю территорию материкового Китая. С тех пор система пяти часовых поясов больше не применялась, за исключением Чунъюаньского стандартного времени на Тайване. Поскольку термин «Чунъюань» (Чжунъюань) относится к Центральной равнине Китая, правительство постепенно отказалось от этого названия в пользу «Национального стандартного времени». Тем не менее, некоторые радиоканалы продолжали использовать «Чунъюань», в первую очередь Вещательная корпорация Китая до 2007 года. Другие альтернативы включают «Тайваньское стандартное время» (臺灣標準時間) и «Тайбэйское время» (臺北時間).
Переход на летнее время был введен на Тайване после Второй мировой войны летом 1946–1961, 1974, 1975, 1979 годов.
В октябре 2017 года была подана петиция с требованием изменить смещение на UTC+09:00, на которую правительство ответило оценкой потенциального воздействия..

## Текущая разработка
В настоящее время управление национальным эталоном времени находится в ведении Бюро стандартов, метрологии и инспекции (BSMI) при Министерстве экономики. Время отсчитывается в соответствии с цезиевыми атомными часами, собранными Национальной лабораторией стандартного времени и частоты при Chunghwa Telecom после обращения к данным, предоставленным Международным бюро мер и весов.
Национальное стандартное время, используемое на Тайване, также такое же, как в Китае, Гонконге, Макао, Улан-Баторе, Монголии, Филиппинах, Малайзии, Сингапуре, Западной Австралии, Брунее и Центральной Индонезии